# The Last Shot (1913)
The Last Shot is een Amerikaanse film uit 1913, geregisseerd door Jess Robbins.

## Verhaal
Lee Clay wordt veroordeeld door de jury en tien jaar naar de gevangenis gestuurd. Tom, de zoon, zweert wraak en besluit zijn zwager te vermoorden omdat hij tegen zijn vader heeft getuigd. Helen, de vrouw van Tom, gaat haar broer waarschuwen. In een poging hem te redden van haar nu gek geworden man, wordt ze vermoord. Clay en zijn zwager beëindigen de vete over de levenloze vorm van Helen.

## Rolverdeling
| Acteur        | Personage  | Rolbeschrijving |
| ------------- | ---------- | --------------- |
| Brinsley Shaw | Lee Clay   |                 |
| Fred Church   | Tom Clay   | zoon van Lee    |
| Evelyn Selbie | Helen Clay | vrouw van Tom   |